# Бялата роза
 Тази статия е за групата за съпротива срещу нацизма.  За сорта рози вижте Бяла маслодайна роза.  За други значения вижте Бялата роза (пояснение).
Бялата роза (на немски: die Weiße Rose) е ненасилствена съпротивителна група в Нацистка Германия.
Състои се от студенти от Лудвиг Максимилиан университет, Мюнхен и техния професор по философия. Групата става известна с кампанията си за разпространение на анонимни листовки, продължила от юни 1942 до февруари 1943 г., която призовава за активно противопоставяне на режима на диктатора Адолф Хитлер.
Основните 6 членове на групата, Ханс и Софи Шол, Кристоф Пробст, Александър Шморел, Вили Граф и Курт Хубер (професор по философия), са арестувани от Гестапо, осъдени и екзекутирани чрез обезглавяване през 1943 г. Ханс Лейпелт е екзекутиран през 1945 г. Текстът от тяхната 6-а листовка е изнесен от Германия в Англия през Скандинавия и през юли 1943 г. нейни копия са разпръсквани от съюзническите самолети. Заглавието на листовката е „Манифестът на мюнхенските студенти“.
Днес членовете на групата са почитани в Германия и други страни като герои, които с осъзнат риск за живота си са се противопоставяли на Третия райх. Сред по-известните им цитати е „Ние няма да мълчим. Ние сме вашата гузна съвест; Бялата роза не ви оставя на спокойствие.“ (на немски: Wir schweigen nicht, wir sind Euer böses Gewissen; die Weiße Rose läßt Euch keine Ruhe).
Александър Шморел, който е емигрант от Русия, е канонизиран от Руската православна църква, като мъченик Александър Мюнхенски през 2012 г.